# Радьковка (Черниговская область)
Радьковка (укр. Радьківка) — село в Прилукском районе Черниговской области Украины. Население — 106 человек. Занимает площадь 0,705 км².
Код КОАТУУ: 7424186103. Почтовый индекс: 17540. Телефонный код: +380 4637.

## География
Расстояние до районного центра:Прилуки : (16 км.), до областного центра:Чернигов (110 км.), до столицы:Киев (127 км.).  Ближайшие населенные пункты: Заудайка и Пелюховка 2 км, Буды и Обычев 4 км.

## Власть
Орган местного самоуправления — Обычевский сельский совет. Почтовый адрес: 17520, Черниговская обл., Прилукский р-н, с. Обычев, ул. Независимости, 35а.

## История
В селе Радьковка, сохранилась очень старая — Вознесенская церковь. Её построили в 19 столетии, за деньги местного помещика Федора Раковича.
Церковь имеет довольно большой свод. Левее от входа сохранились остатки храма Александра Невского, который построили так же за деньги помещика Раковича в 1840 году. Остатки сильно разрушены.
Как ни парадоксально, но автором этой исторической архитектуры был мастер-самоучка Майстренко. Внутри церкви в малом количестве сохранились фрески и иконостас, их состояние плачевное, так как церковь пережила не только пожары, но и выполняла функцию зернохранилища в советские времена.
Рядом с Вознесенской церковью есть гранитная надгробная плита, установленная помещице Ракович.
Начиная с 2013—2014 года, по воскресеньям и праздничным дням, в церкви снова проводятся богослужения, опять слышен колокольный звон. Своими силами, батюшка, а также прихожане, по чуть-чуть ведут реставрационные и восстановительные работы по спасению этого храма. После основных работ по восстановлению храма, в планах, расчистка фамильного склепа, который так же находится в данный момент, под завалами остатков храма Александра Невского.